# Кортрейк (Нідерланди)
Кортрейк (нід. Kortrijk) — селище в нідерландській провінції Утрехт. Входить до муніципалітету Стіхтсе-Вехт.
Його площа становить 4,87 км², а населення станом на 2021 рік складало 155 осіб.
Перша згадка про населений пункт датується 1217 роком.